# Parafia Najświętszego Serca Pana Jezusa w Karasiu
Parafia Najświętszego Serca Pana Jezusa w Karasiu – parafia rzymskokatolicka w diecezji elbląskiej. Erygowana w 1 lipca 1997 roku przez biskupa elbląskiego Andrzeja Śliwińskiego.
Kościół parafialny został wzniesiony w latach 1982–1990.

## Proboszczowie
- ks. Mirosław Pyzio (1997–2024)
- ks. Mirosław Bułecki (od 2024)

## Zasięg parafii
Do parafii należą wierni z miejscowości: Karaś, Stradomno, Wikielec, Radomek, Szeplerzyzna. Tereny te znajdują się w gminie Iława w powiecie iławskim w województwie warmińsko-mazurskim.